# Kuncir (Ngetos)
Kuncir is een bestuurslaag in het regentschap Nganjuk van de provincie Oost-Java, Indonesië. Kuncir telt 4038 inwoners (volkstelling 2010).